# 阿見宏介
阿見 宏介（あみ こうすけ、1931年4月5日 - 2015年2月15日）は、歴史作家、放送作家。
本名・鈴木 久尋。東京生まれ。

## 生涯
学習院大学卒。文化放送に勤務時、ラジオプロデューサー。1975年芸術選奨受賞。芸術祭ラジオドラマ部門で14年連続優秀賞受賞。鈴木久尋演劇事務所ステージ97代表。歴史小説を書いた。

## 著書
- 『大阪城に死す―悲劇の名将真田幸村』(歴史小説シリーズ) 鈴木久尋 偕成社、1978
- 『伊達政宗の勝ち残る経営戦略』鈴木久尋　TBSブリタニカ 1987
- 『武田信玄に学ぶ経営戦略―風林火山のリーダー学』鈴木久尋 (広済堂ブックス)1988
- 『信玄魔縁塚』東京文芸社、1988
- 『春日局の陰謀』東京文芸社、1988
- 『家康と幸村』光風社出版、1990
- 『智将 真田幸村 大坂の陣に本懐を遂ぐ』PHP研究所（前記の『家康と幸村』を加筆、再編集）、1995　文庫、2013

## 注
1. ↑  『文藝年鑑』2008
2. ↑  『文藝家協会ニュース』2015年4月